# Olimpiodoro el Joven
Olimpiodoro el Joven (c. 495 - 570) fue un filósofo neoplatónico, profesor y astrólogo que vivió en los primeros años del Imperio bizantino, tras el Decreto del 529 de Justiniano que cerró la Academia de Platón en Atenas y otras escuelas paganas. Olimpiodoro fue el último pagano que mantuvo la tradición platónica en Alejandría. Tras su muerte, la Escuela de Alejandría pasó a manos de los cristianos aristotélicos y acabó trasladándose a Constantinopla.
El propio Olimpiodoro logró sobrevivir a la persecución sufrida por muchos de sus colegas (véase, por ejemplo, Hierocles de Alejandría), posiblemente gracias a que la Escuela de Alejandría estaba menos involucrada en la política (por ejemplo, los intentos del emperador Juliano el Apóstata por restablecer los cultos mitraicos) y también quizá porque era más escolástica y menos religiosa que la Academia ateniense.
Se le llama «el Joven» en las referencias contemporáneas porque hubo un filósofo peripatético anterior (siglo V) también llamado Olimpiodoro («el Viejo») que enseñó en Alejandría y es famoso por haber sido el profesor de Proclo. Es importante de la misma manera no confundir a este Olimpiodoro con el escritor cristiano Olimpiodoro, diácono de Alejandría mencionado en el tomo 93 de la Patrologia Graeca de Jacques Paul Migne.
Entre las obras conservadas de Olimpiodoro están una biografía de Platón, comentarios sobre varios diálogos de este y sobre Aristóteles, y una introducción a la filosofía aristotélica. Olimpiodoro también proporciona información sobre la obra del neoplatónico anterior Jámblico que no se halla en otra parte.
Además, se conserva un Comentario de Olimpiodoro sobre la Introducción de Paulo Alejandrino a la astrología (que fue escrita en el 378). Aunque el manuscrito del Comentario se atribuye en dos versiones posteriores a Heliodoro, L. G. Westerink arguye que en realidad es el esbozo de una serie de conferencias dadas por Olimpiodoro en Alejandría entre mayo y julio del 564. El Comentario es una ampliación del somero texto de Paulo, explicando prácticas y fuentes. También arroja luz sobre los desarrollos de la teoría astrológica en los 200 años siguientes a Paulo.